# Abasja (distrikt)
Abasja (georgiska: აბაშის მუნიციპალიტეტი, Abasjis munitsipaliteti) är ett distrikt i Georgien. Det ligger i regionen Megrelien-Övre Svanetien, i den nordvästra delen av landet, 220 km väster om huvudstaden Tbilisi. Administrativt centrum är staden Abasja